# Orlando Paes Filho
Orlando Paes Filho (São Paulo, 13 de março de 1962) é um escritor de livros e histórias em quadrinhos, compositor ilustrador e pintor, conhecido por seu trabalho na série de livros Angus.

## Biografia

### Carreira
Orlando Paes Filho nasceu em 13 de março de 1962 em São Paulo.
Ele estudou no Externato Assis Pacheco e completou sua carreira escola no Colégio Mackenzie. Iniciou seus estudos de música clássica aos 12 anos de idade.
Foi o primeiro aluno de música eletrônica erudita do país, tendo como mestre o professor Conrado Silva de Marco, discípulo direto de Karlsheinz Stockhausen. 
Prosseguiu os estudos de piano clássico e canto lírico por 10 anos, tendo como mestres Ula Wolf e Armando Amado.
Aos 14 anos iniciou, de maneira particular e discreta, nas atividades de escrita. Teve uma vida conturbada por graves problemas familiares, tendo que trabalhar nas mais diversas funções, de segurança de boate a cobrador profissional. Esses trabalhos obrigaram-no a conviver de perto com o lado violento de São Paulo.
Tornou-se perito em artes marciais, formando-se em Hapkido com o mestre e campeão invicto, o professor Álvaro de Aguiar. Transformou-se em lutador profissional da equipe da academia Tigre, treinando profissionalmente com o professor Luis Carlos dos Reis Montag. Foi piloto profissional de helicópteros comerciais pela Helibrás/Aerospatiale. Na década de 1980, atuou como gerente de produtos na empresa de licenciamento Character, trabalhando com grandes nomes do entretenimento e do mercado publicitário. Em 1993, fundou a NW Studios, prestando serviços para gigantes como Warner Bros, Disney, Nestlé, McDonald 's, Ambev e o parque Hopi Hari. Sua incursão nos quadrinhos ganhou destaque em 1998, quando  lançou a HQ Spirit of Amazon,  escrita por ele e ilustrada por Rodrigo Pereira. A HQ foi elaborada em 1978 com o nome Planeta Azul, segundo ele, a minissérie foi cancelada por pressão da DINAP, empresa do Grupo Abril. Pouco tempo depois, a  Editora Abril lançou o selo Abril Comics,onde foi publicada a minissérie Terra 1, escrita por David Campiti (agenciador de artistas para o mercado americano) e o editor Sérgio Figueiredo, com capas de Mike Deodato, a HQ foi acusada de ser um plágio de Spirit of Amazon, ambas possuem temáticas semelhantes: ecologia, intervenção alienígena e estética de super-heróis dos anos 1990, embora confirmasse que Paes Filho havia anteriormente apresentado Spirit of Amazon à Abril, Sérgio Figueiredo disse que eram projetos diferentes. Em 2000, escreveu roteiros para quadrinhos Disney para a Abril.  Em 2003, a NW publica Spirit of Amazon nos Estados Unidos e Orlando publicou seu primeiro romance: Angus - O Primeiro Guerreiro.
O contato de Orlando com a violência marcou profundamente a vida do escritor, pois foi com base nessa vivência que ele construiu seus heróis clássicos, que precisam vencer o mal com grande sacrifício e esforço. Isso trouxe uma verossimilhança incrível para as suas obras.
Depois de muito tentar apresentar sua obra literária no Brasil, Orlando Paes Filho, que vivia sozinho sem nenhum tipo de apoio, não passava das secretárias ou atendentes das casas editoriais brasileiras.
Então, enfurecido com a negação constante, o autor decidiu expor sua obra na maior feira de propriedade de entretenimento do planeta: a Licensing Show, onde empresas como Warner e Disney demonstram seus personagens principais e lançamentos para o cinema.
O resultado foi surpreendente. Orlando levou “bonecos editoriais” de todas as suas obras, trilhas sonoras compostas e executadas por ele, ilustrações etc., e os americanos ficaram incrédulos quando descobriram que o autor não tinha suas obras ainda publicadas, apesar do nível profissional das mesmas estar dentro dos padrões norte-americanos, e demonstraram interesse pelo autor, fato que foi testemunhado por jornalistas brasileiros na Licensing Show.
De volta ao Brasil, Orlando Paes Filho se surpreendeu com a repercussão jornalística de sua investida nos Estados Unidos, e devido a essa ampla divulgação no país, foi finalmente procurado pelas editoras locais.
Orlando Paes Filho teve seu primeiro livro, Angus O Primeiro Guerreiro, publicado em 2003, constando nas listas dos mais vendidos do Brasil do ano. A série completa contava com 7 livros, porém apenas dois títulos da série chegaram a ser publicados e mais três livros agregados.
Novamente, Orlando atacou o mercado estrangeiro, expondo suas obras em 2004 e 2005, tendo um estande próprio na Feira do Livro de Frankfurt, a maior feira de livros do mundo.
Suas obras foram publicadas em 30 países, tais como Rússia e China, e alcançaram algumas listas de best-sellers.
Percebendo que sua obra possuía um futuro promissor junto aos leitores do gênero de romances históricos e épicos de ficção, Orlando decidiu isolar-se por 10 anos na Serra Catarinense para trabalhar a sua obra, deixando-a com o formato desejado pelo autor. 
O resultado desse trabalho foi o autor ter transformado sua série principal, Angus, antes composta por sete volumes, em uma trilogia, a fim de deixá-la em um formato mais acessível para seus leitores. Também transformou toda a parte ilustrada de sua obra em pinturas a óleo, feitas pelo autor durante seu período de reclusão, e compôs três trilhas sonoras, no formato sinfonia. 
Orlando escreveu uma série de livros de apoio à série Angus, contando a história de vários personagens da saga, livros conhecidos como spin-offs da série principal.
Em 2017, Orlando retorna com uma grande parceria com o Grupo Editorial Novo Conceito, iniciando um trabalho focado para o público exigente deste tipo de obra e este tipo de herói clássico.
É neste escopo que o autor promete retornar com suas obras dentro de um aspecto mais erudito e trabalhado, com um nível de detalhamento que promete rivalizar com os grandes épicos editoriais da atualidade.
O primeiro livro, da agora trilogia, Angus - O Primeiro Guerreiro foi lançado em março de 2017. O segundo livro da obra, Angus - O Guerreiro de Deus, tem previsão de lançamento para o segundo semestre do mesmo ano. Em 2025, lançou o romance Rainhas da Guerra.

## Livros
2025:
Rainhas da Guerra
2017:
- Angus - O Primeiro Guerreiro (Novas Páginas)

- Angus - O Guerreiro de Deus (Novas Páginas)
- As Cruzadas de 2020 (Novas Páginas)

2010:
- Angus V.1 (Record)
- Angus V.2 (Record)
- Angus V.3 (Record)

2008:
- Senhoras da Guerra (Record)
- Angus - O Primeiro Guerreiro (Audiolivro)

2007:
- O Código da cavalaria (Manole)

2006:
- Diário de Um Cavaleiro     Templário (Record)
- Cavaleiro e o Samurai (Prestígio)
- Sangue de Gelo (Prestígio)

2005:
- Angus - As Cruzadas (Editora Planeta do Brasil)
- Angus - As Virtudes do     Guerreiro V.1     (Idea Editora)
- Angus - As Virtudes do     Guerreiro V.2     (Idea Editora)

2004:
- Angus - RPG (Editora Planeta do Brasil)
- Angus - O Guerreiro de Deus (Editora Planeta do Brasil)
- Série Universo Angus: Artur (Editora Planeta do Brasil)
- Série Universo Angus: Anglo     Saxões (Editora     Planeta do Brasil)
- Série Universo Angus: Monges     Medievais     (Editora Planeta do Brasil)
- Série Universo Angus:     Vikings     (Editora Planeta do Brasil)

2003:
- Angus, o Primeiro Guerreiro (ARX Jovem)